# ჺ
Das Ain (ჺ) ist ein Buchstabe des georgischen Alphabets, der im Batsischen verwendet wird. Er wurde aus dem gleichnamigen arabischen Buchstaben ʿAin entwickelt, dessen nach links verbundener Anfangsform er ähnelt und umschreibt wie dieser den stimmhaften pharyngalen Reibelaut (IPA: [⁠ʕ⁠]).
Im historischen Chutsuri-Alphabet gab es kein Pendant für das Ain. Daher existiert auch kein entsprechender Großbuchstabe.
Im georgischen Alphabet ist kein Zahlenwert zugeordnet.

## Zeichenkodierung
Das Ain ist in Unicode am Codepunkt U+10FA zu finden.